# Johanneskors
Johanneskors eller sankthanskors, ⌘, er et symbol der anvendes i flere sammenhænge.
Navnet har det fået fordi det symboliserede Johannes Døberens dag (Sankthans) i middelalderens kalendere.
Symbolet bruges i Norden som skiltning til turistattraktioner, og på Mac-computere bruges det som symbol for "kommando".
I Unicode findes tegnet som U+2318 med betegnelsen "Place of Interest Sign".

## Historiske eksempler
Symbolet findes på forskellige historiske objekter i Nordeuropa. Især kan nævnes en billedsten fra Hablingbo, Gotland fra omkring år 400–600.

## Skiltning til danske turistattraktioner
I Danmark bruges Johanneskorset på to typer skilte: Et brunt skilt til attraktioner der er permanente, betydningsfulde og af national interesse, og et blåt skilt til seværdigheder af almen interesse. Det brune skilt tildeles af Vejdirektoratet, mens det blå tildeles af de enkelte kommuner.